# Епархия Сан-Луис-ди-Касериса
 Епархия Сан-Луис-ди-Касериса  (лат. Dioecesis Sancti Aloisii de Caceres) — епархия Римско-Католической церкви с центром в городе Касерис, Бразилия. Епархия Сан-Луис-ди-Касериса входит в митрополию Куябы. Кафедральным собором епархии Сан-Луис-ди-Касериса является церковь святого Людовика.

## История
5 апреля 1910 года Римский папа Пий X выпустил буллу «Novas constituere», которой учредил епархию Сан-Луис-ди-Касериса, выделив её из архиепархии Куябы.
1 мая 1925 года, 1 марта 1929 года епархия Сан-Луис-ди-Касериса передала часть своей территории в пользу возведения новых территориальных прелатур Порту-Велью (сегодня — Архиепархия Порту-Велью) и Гуажара-Мирина (сегодня — Епархия Гуажара-Мирина).

## Ординарии епархии
- епископ Modesto Augusto Vieira (12.05.1911 — 12.01.1914)
- епископ Pedro Luis Maria Galibert (13.03.1915 — 27.04.1954)
- епископ Máximo André Biennès (3.11.1967 — 24.07.1991)
- епископ Paulo Antônio de Conto (24.07.1991 — 27.05.1998) — назначен епископом Крисиумы
- епископ José Vieira de Lima (11.11.1998 — 23.07.2008)
- епископ Antônio Emidio Vilar (23.07.2008 — по настоящее время)

## Источник
- Annuario Pontificio, Ватикан, 2007